# روبن جيبسون (مهندس معماري)
روبن جيبسون (بالإنجليزية: Robin Gibson)‏ هو مهندس معماري أسترالي، ولد في 15 مايو 1930، وتوفي في 28 مارس 2014.